# Mistrzostwa Azji w Chodzie Sportowym 2013
Mistrzostwa Azji w Chodzie Sportowym 2013 – zawody lekkoatletyczne, które odbyły się 10 marca w japońskim mieście Nomi. Zawody zaliczane były do cyklu IAAF Race Walking Challenge. Rozegrano chód na 20 kilometrów kobiet i mężczyzn.

## Rezultaty
| Konkurencja:           | Złoto         | Wynik   | Srebro                | Wynik   | Brąz           | Wynik   |
| Chód na 20 km mężczyzn | Yūsuke Suzuki | 1:18:34 | Li Tianlei            | 1:21:28 | Gurmit Sinh    | 1:21:38 |
| Chód na 20 km kobiet   | Kumi Ōtoshi   | 1:33:49 | Nguyễn Thị Thanh Phúc | 1:35:26 | Jeon Yeong-eun | 1:35:49 |

## Rekordy
Podczas zawodów ustanowiono 4 krajowe rekordy w kategorii seniorów:
| Zawodnik              | Reprezentacja   | Konkurencja           | Rezultat |
| --------------------- | --------------- | --------------------- | -------- |
| Yūsuke Suzuki         | Japonia         | Chód na 20 kilometrów | 1:18:34  |
| Nguyễn Thành Ngưng    | Wietnam         | Chód na 20 kilometrów | 1:27:30  |
| Chang Chia-feng       | Chińskie Tajpej | Chód na 20 kilometrów | 1:40:46  |
| Jessica Ching Siu Nga | Hongkong        | Chód na 20 kilometrów | 1:41:45  |